# Mohamed Ounajem
Mohamed Ounnajem, né le 4 janvier 1992 à Errachidia, est un footballeur international marocain. Il évolue au Al Soukour Tobrouk au poste d'attaquant ou milieu offensif.

## Biographie

### En club
Natif de la ville d'Errachidia, Ounnajem a évolué de 2010 à 2015 au Chabab Atlas Khénifra avant de rejoindre le Wydad AC, club avec lequel il remportera le championnat du Maroc de football à trois reprises en 2015, 2017 et 2019, année pendant laquelle le club décroche sa seconde étoile. Il est connu comme étant un ailier explosif doté d'une capacité technique et de dribbles parmi les meilleures sur le continent africain. Il représente la principale fer de lance de l'attaque du club casablancais avec lequel il participe à quatre éditions consécutives de la Ligue des Champions de la CAF, compétition remportée par les rouges et blancs en 2017. Pendant la saison 2018-2019, il vit avec son club la Finale de Radés l’opposant à l’Espérance sportive de Tunis avec qui il perd 1-0 face au Taraji.
Au mercato de l’été 2019, il rejoint le club égyptien du Caire Zamalek SC remportant la Coupe d'Égypte de football dès son premier match.
Le 10 septembre 2022, il entre en jeu à la 57e minute en remplaçant Ayoub El Amloud sous son nouvel entraîneur Houcine Ammouta à l'occasion de la finale de la Supercoupe de la CAF face à la RS Berkane. Le match se solde sur une défaite de 0-2 au Stade Mohammed-V.
En pleine phase de changement d'entraîneur avec la venue de Sven Vandenbroeck, il parvient à se qualifier en finale de la Ligue des champions le 20 mai 2023 après un match nul retour de 2-2 en étant titularisé face au Mamelodi Sundowns FC au Loftus Versfeld Stadium en Afrique du Sud. 

### En sélection
Il n'a disputé qu'un seul match avec l'équipe nationale du Maroc A, contre la Corée du Sud, le 10 octobre 2017 sous la houlette d'Hervé Renard.

## Statistiques

### En sélection
Le tableau suivant liste les rencontres de l'équipe du Maroc dans lesquelles Mohamed Ounajem a été sélectionné depuis le 10 octobre 2017 jusqu'à présent.

## Palmarès
Chabab Atlas Khénifra :
- Championnat du Maroc D2
  - Champion : 2014

 Wydad AC (5)
- Championnat du Maroc
  - Champion : 2017, 2019 et 2021
- Ligue des champions de la CAF
  - Champion : 2017
  - Finaliste : 2019, 2023
- Supercoupe de la CAF:
  - Champion : 2018
  - Finaliste : 2022
- Ligue africaine de football
  - Finaliste : 2023

 Zamalek SC (5)
- Championnat d'Égypte (1) :
  - Champion : 2022.
- Coupe d'Égypte (2) :
  - Champion : 2019, 2020
- Supercoupe d'Égypte (1) :
  - Champion : 2020
- Supercoupe de la CAF (1) :
  - Champion : 2020
- Ligue des champions de la CAF
  - Finaliste : 2020

### Distinctions personnelles
- Membre d'équipe-type d'Afrique : 2017
- Meilleur joueur du Wydad CA lors du mois de Mai 2021.